# Tame
Tame is een gemeente in het Colombiaanse departement Arauca. De gemeente telt 23.557 inwoners (2005).
- Library of Congress Control Number: n2004113895
- Nationale Bibliotheek van Israël: 987007467865905171
- Virtual International Authority File: 131554914

Arauca · Arauquita · Cravo Norte · Fortul · Puerto Rondón · Saravena · Tame